# ジェイ・ファイアストーン
ジェイ・ファイアストーン（Jay Firestone、1956年10月31日 - ）は、カナダの映画プロデューサー。
ジェミニ賞を受賞している。